# Stora Bebesiri
Stora Bebesiri, eller Didi Bebesiri (georgiska: დიდი ბებესირი), är en sjö i Georgien. Den ligger i Abchazien, i den västra delen av landet. Stora Bebesiri ligger 10 meter över havet.